# NGC 2783B
NGC 2783B is een spiraalvormig sterrenstelsel in het sterrenbeeld Kreeft. Het bevindt zich in de buurt van NGC 2783.

## Synoniemen
- UGC 4856
- MCG 5-22-17
- ZWG 151.26
- HCG 37B
- FGC 857
- KCPG 192A
- PGC 26012